# Bảo tàng Lịch sử Trung ương Triều Tiên
Bảo tàng Lịch sử Trung ương Triều Tiên là một bảo tàng toạ lạc ở thủ đô Bình Nhưỡng, Bắc Triều Tiên. Bảo tàng này có vị trí nằm ở cực bắc của Quảng trường Kim Nhật Thành. Nó có các khu trưng bày về lịch sử Triều Tiên từ xã hội nguyên thủy cho đến thời hiện đại.

## Lịch sử

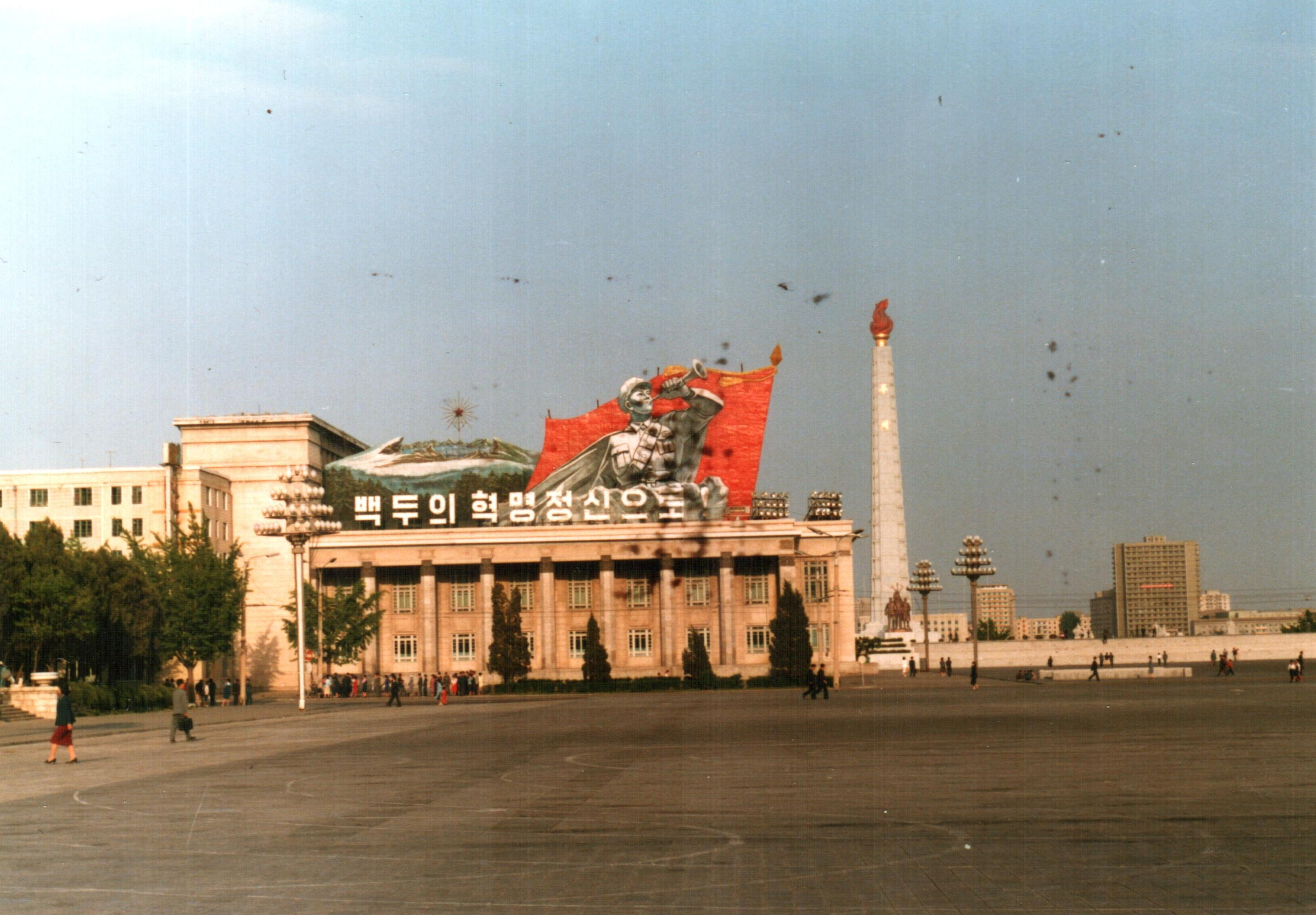
Bảo tàng Lịch sử Trung ương Triều Tiên vào năm 1988

Bảo tàng này được thành lập vào ngày 1 tháng 12 năm 1945 bởi Kim Nhật Thành. Nó nằm trên ngọn đồi Moran. Trong Chiến tranh Triều Tiên, hầu hết các bộ sưu tập của bảo tàng đều bị cất giấu và tòa nhà bảo tàng ban đầu đã bị quân đội Mỹ phá hủy.
Bảo tàng được xây dựng lại trên Quảng trường Kim Nhật Thành vào năm 1960 (hoặc có thể nó được xây dựng vào năm 1977). Năm 1998, bảo tàng này được kỷ niệm trên một loạt những tem bưu chính được lưu hành nội bộ tại Bắc Triều Tiên.
Trong một bài phát biểu năm 2014, Kim Jong Un nói rằng ông muốn đặt Bảo tàng Lịch sử Trung ương Triều Tiên làm tiêu chuẩn cơ sở cho các bảo tàng lịch sử trên thế giới. Vào năm 2015, bảo tàng đã thu hút 10 triệu du khách kể từ khi bắt đầu mở cửa vào năm 1945.

## Miêu tả

Hình ảnh chụp một di vật cổ nằm bên trong Bảo tàng Lịch sử Trung ương Triều Tiên

Bảo tàng này có khoảng 10.500 mét vuông không gian triển lãm được chia thành 19 phòng. Bộ sưu tập của bảo tàng có chứa khoảng 100.000 di vật và đồ tạo tác.
Bảo tàng này cho phép người nước ngoài và khách du lịch đến thăm quan. Tuy nhiên, việc chụp ảnh bên trong bảo tàng hoàn toàn bị cấm.

## Bộ sưu tập
- Mẫu xương 1 triệu năm tuổi (dựa trên các dấu hiệu), khai quật từ Komun Moru năm 1966.[3]
- Bản sao của khẩu đội tên lửa đầu tiên trên thế giới.